# جون ويليام مالوني
جون ويليام مالوني هو سياسي كندي، ولد في 22 أغسطس 1883 في كندا، وتوفي في 3 يونيو 1954. حزبياً، نشط في الحزب الليبرالي الكندي. وقد انتخب عضو مجلس العموم الكندي.